# ファエート
ファエート（イタリア語: Faeto）は、イタリア共和国プッリャ州フォッジャ県にある、人口約600人の基礎自治体（コムーネ）。

## 地理

### 位置・広がり

#### 隣接コムーネ
隣接するコムーネは以下の通り。括弧内のBNはベネヴェント県、AVはアヴェッリーノ県所属を示す。
- ビッカリ
- カステルフランコ・イン・ミスカーノ (BN)
- チェッレ・ディ・サン・ヴィート
- グレーチ (AV)
- オルサーラ・ディ・プーリア
- ロゼート・ヴァルフォルトーレ